# Iván Gómez
Pour les articles homonymes, voir Gomez.
Iván Gómez, né le 28 février 1997 à La Plata en Argentine, est un footballeur argentin qui évolue au poste de milieu défensif au Platense FC.

## Biographie

### Estudiantes La Plata
Né à La Plata en Argentine, Iván Gómez est formé par le club de sa ville natale, l'Estudiantes La Plata. Il fait partie d'une génération de joueurs issu du club nés en 1997 qui a été lancé en même temps en équipe première, avec notamment Lucas Rodríguez et Santiago Ascacíbar. Il joue son premier match en professionnel le 17 décembre 2016, lors d'un match de championnat contre le Defensa y Justicia. Ce jour-là, il entre en jeu en cours de partie, et son équipe s'incline par deux buts à un.
Lors de la saison 2017-2018, il s'impose comme un membre à part entière de l'équipe première. Le 30 janvier 2018, il inscrit son premier but en professionnel, lors d'une rencontre de championnat contre le CA Independiente. Ce jour-là, il est titulaire et c'est lui qui égalise alors que son équipe était menée d'un but, avant de remporter finalement le match (1-2). Il participe à son premier match de Copa Libertadores le 28 février 2018, jour de ses 21 ans, face aux Uruguayens du Club Nacional (0-0).

### Prêts
Le 5 juillet 2021, Iván Gómez est prêté au CA Platense jusqu'en décembre 2022.
En janvier 2023, Iván Gómez rejoint cette fois le Newell's Old Boys sous la forme d'un prêt jusqu'en décembre 2023 avec option d'achat,.